# 方象琮
方象琮（？—？），字玉宗，浙江嚴州府遂安縣人，清朝儒林人物，以模仿王羲之書法聞名。方成都長子。
明朝禮部尚書東閣大學士方逢年長孫，個性孝順仁慈。方象琮年輕時以文章聞名，明朝末年文章崇尚詭異，但是他推崇的是雅正的文字。明朝覆亡之後，順治十一年（1654年）選貢入太學讀書，朝考第二名，外派縣官，堅決不就任，著有《沁園偶吟》一書。